# 水塔街街道 (临汾市)
水塔街街道，是中华人民共和国山西省临汾市尧都区下辖的一个乡镇级行政单位。

## 行政区划
水塔街街道下辖以下地区：
水塔社区、阳光社区和龙潭社区。